# مسعود نوابی (کارگردان)
مسعود نوابی (متولد سال ۱۳۲۹، شیراز) یک کارگردان ایرانی است و فارغ‌التحصیل رشته کارگردانی از کشور انگلستان است. او در سال ۱۳۵۷ به عنوان کارگردان در تلویزیون مشغول به کار شد.

## سینمایی
- سایه (۱۳۹۴)
- متل قو (۱۳۹۱)
- کلاهی برای باران (۱۳۸۵)
- قلقلک (۱۳۸۴)
- بازگشت به خانه (۱۳۶۹)

## تلویزیونی
- مسافر زمان ۲ (۱۳۸۷)
- آهوی ماه نهم (۱۳۸۴)
- مسافر زمان (۱۳۸۲)
- دردسر والدین (۱۳۸۰)
- صدایم کن (۱۳۷۹)
- بازگشت به خانه (۱۳۷۵)
- بایرام (۱۳۸۵)
- جاده ابریشم ۲۰۰ (۷۶-۱۳۷۵)
- گم‌شده (۱۳۷۷)
- کار و پیشه (۷۲–۱۳۷۱)
- گمرک مسافری (۱۳۷۰)